# 베르나르디노 데 아빌라 히론
베르나르디노 데 아빌라 히론(Bernardino de Avila Girón, 생년도 미상 - 1619년 이후)은, 16세기 말부터 17세기 초에 걸쳐 약 20년간 주로 나가사키에서 거주했던 에스파냐인 무역상이다. 
베르나르디노 자신의 경력에 대해서는 거의 알려지지 않았지만,  그가 일본에서 보고 들은 것을 중심으로 한 《일본왕국기》를 써 남긴 것으로 알려져 있다. 이는 이른바 '남만 무역' 시대의 일본에 관해 선교사 이외의 유럽인이 남긴 드문 기록이라는 점에서 사료적 가치가 높다.

## 경력
《일본왕국기》의 내용을 통해 그가 에스파냐인임은 확실하고, 대체로 무역상으로 추정되고 있지만, 그 출생지나 1590년 필리핀에 도항할 때까지의 경력은 전혀 알려지지 않았다.
1590년, 신임 필리핀 총독 고메스 페레스 다스마리냐스와 함께 누에바에스파냐(멕시코)에서 마닐라로 건너왔다. 그는 필리핀 체류 중에 최고 재판관 페드로 데 로하스로부터 사형을 선고받았다(본인은 누명이라고 주장하고 있지만 자세한 것은 불명). 일본으로 건너오게 된 계기도 이 사건에 의한 체포를 면하기 위한 것이었다고 추정되고 있다.
1594년(분로쿠 3년), 총독 루이스 페레스 다스마리냐스가 도요토미 히데요시에게 프란시스코회 수도사 아우구스틴 로드리게스, 마 르셀로 데 리바데네이라, 제로니모 데 제즈스 등으로 구성된 사절단을 파견했을 때, 사절단이 탄 배에 동승하여 8월 27일 히라도에 도착했다. 그 후, 나가사키에 거주하였다.
이후 1594년에 사쓰마, 1595년(분로쿠 4년)에 시마바라 반도의 아리마, 1597년(게이초 2년)에 구치노쓰, 히라도를 여행하였다.
1598년(게이초 3년) 처음으로 마카오를 여행하고 그 해 여름에 일단 나가사키로 돌아갔으나, 다시 가을에 마닐라로 여행하였다. 그 후 잠시 아시아 각지를 전전하게 된다. 1599년에는 캄보디아, 시암을 여행하였으며, 그 뒤 명나라, 말라카를 여행하였다. 1600년에는 인도로 건너가, 실론 섬, 인도 반도 서안 등을 방문하고 1604년에 마카오로 돌아가, 다시금 시암으로 건너간 뒤에 1607년(게이초 12년) 7월 6일, 일본으로 돌아온다.
1614년(게이초 19년) 이후 교회의 공증인으로 임명된다.
1619년(겐나 5년) 3월 15일자로 도미니코회 수도사 프란시스코 데 모랄레스의 순교를 보고하고 있어서, 이 시점까지 나가사키에 거주하고 있었음을 확인할 수 있다. 그러나 그 후의 소식은 전혀 불명하다. 덧붙여 1619년의 시점에서 아내를 데리고 있던 것이 확인되지만, 아내의 국적이나 아이의 유무는 밝혀지지 않았다.

## 『일본왕국기』
원제는 《전와되어 '하폰'이라고 불리는 일본 왕국에 관한 보고》(Relación del Reino de Nippon a que llaman corruptamente Jappon)이다.
아빌라 히론은 《일본왕국기》의 초고(제1배)를 1598년에 집필했다고 기록하고 있지만, 이 원고는 발견되지 않았다. 그 후, 제1배를 기초로 1615년 3월 18일까지의 기록을 증보 · 정정한 제2배가 집필되고 그 뒤에 1619년 3월 15일까지의 기록을 가필한 제3배가 집필되었다. 제2배의 사본은 엘 에스코리알 도서관본, 로마 예수회 문서관본, 마드리드 국립도서관본의 3종이 현존하고 있다. 이 중 예수회 문서관본에는 1590년부터 1614년까지 일본에 머물고 있던 에스파냐인 예수회 수도사 페드로 모레폰에 의해 400여 개의 주석이 덧붙여졌다. 덧붙여 모레폰은, 《일본왕국기》 자체에 대해서는 "저자 자신은 정확하다고 자부하고 있지만 그의 일본에 관한 지식이 근소한 탓에 수많은 잘못이 있다"라고 평가하고 있다.
1883년 처음으로 에스파냐에서 공간되어, 레온 파제스의 《일본절지단종문사》(日本切支丹宗門史) 등에 인용됐다. 그 후, 도로테오 실링(Doroteo Schilling)과 피델 데 레하르사(Fidel de Lejarza)에 의한 교정이 잡지 아르키보 이베로 아메리카노(Archivo Ibero-Americano)에 1933년부터 1935년까지 연재되었는데, 스페인 내전으로 인해 제15장 전반까지만 연재되고 중단되었다. 1965년에는, 일본의 스페인어학자 사쿠마 마사시와 아이다 유가 일본어로 번역하였고(사쿠마 마샤 · 이와오 세이이치 주), 이와나미 서점에서 《대항해 시대 총서》1권으로서 간행되었다(루이스 프로이스의《일구문화비교》와의 합본). 이것은 실링과 레하르사에 의한 교정 본문을 저본으로 하고, 제15장 제2절 이후에는 제2배의 사본에 근거하여 번역한 것이다.
내용은 1549년(덴분 18년)의 미요시 정권 성립으로 시작해 1615년(겐나 원년) 3월까지에 이른다. 이 기간 동안 오다 노부나가의 대두, 혼노지의 변(1582년), 야마자키 전투(1582년), 도요토미 히데요시의 정권 장악, 바테렌 추방령(1587년), 조선 침략, 도요토미 히데쓰구의 할복, 게이초 후시미 지진(1596년), 산페리페 호 사건(1596년), 로드리고 데 비벨로의 일본 표착(1609년), 노사 세뇨라 다 그라사 호 사건(1610년), 오사카 전투(1614 - 15년) 등 일본에서 일어난 중요한 사건의 대부분을 기재하고 있다. 그 중, 노부나가의 사적에 대해서는 노부나가와 친교가 있던 그레고리오 데 세스페데스로부터 자료를 제공받았고, 후시미 지진에 대해서는 제로니모 데 제즈즈 및 일본인으로부터 청취한 내용을 실었다. 또 교토의 산조가와라에서 도적들이 산채로 끓는 기름에 처박혀 삶아졌다, 라는 기사가 있는데, 모레폰이 이 도적의 이름을 '이시카와 고에몬'이라고 주기하여, 그 실재가 확인되게 되었다.
덧붙여 내용의 절반 이상은 기리시탄의 전도 · 박해사를 다루고 있고, 특히 1597년의 일본 26위 성인의 순교나, 1614년의 다카야마 우콘 · 나이토 조안 등의 국외 추방에 대해서는, 나가사키에서 그들을 직접 만났던 때의 일을 상세하게 기록하고 있다  .

### '만세일계' 이론
16~17세기에 걸쳐 유럽인들은 중국인과 마찬가지로 일본인들의 이른바 '만세일계의 왕통'과 그 이례적인 오래됨이라는 관념을 받아들였다. 《일본서기》는, 진무 천황이 일본이라는 나라를 창건했다는 기원전 660년의 정월 초하루를 왕조의 기점으로 삼았고, 쇼토쿠 태자가 이 날짜를 처음으로 공식화했다고 알려져 있다. 그 일본인들이 주장한 건국의 날짜를 기원으로 환산하여 기원전 660년으로 한 것은 유럽인들이었다.
1615년 아빌라 히론은 일본에서 다음과 같이 보고하고 있다.
그들의 여러 문서나 매우 오래된 기록은, 최초의 일본국왕인 진무 천황이 그 치세를 시작한 것은 2,270년 이상이나 오래되었다고 명언하고 있다.
 — 베르나르디노 데 아빌라 히론, 일본으로부터의 보고
그도 다른 유럽인과 마찬가지로 일본 건국을 기원전 660년으로 하고 있는 것이다. 다만 진무 천황은 근대에 이르러 초기의 천황들(결사팔대)과 마찬가지로 그 기록이 후대에 윤색된 것이며 실존 인물이 아닌 것으로 일본 학계에서 부정되었다. 

## 저작
- 《아빌라 히론 일본왕국기 루이스 프로이스 일구문화비교》 이와나미 서점 <대항해시대총서>, 1965년 9월. ISBN 4000085115 - 사쿠마 마사시 · 아이다 유 번역, 사쿠마와 이와오 세이이치 주. 프로이스의 「일구 문화 비교」와의 합본.
- 베르나르디노 데 아빌라 히론의 일본 왕국기(4)
- 베르나르디노 데 아빌라 히론의 일본 왕국기(5)

## 참고문헌
- , 大航海時代叢書 XI, 17-38쪽, JSTOR 日本王国記 解説 アビラ・ヒロン 日本王国記 解説, OCLC [[岩波書店]] |oclc= 값 확인 필요 (도움말) 다음 글자 무시됨: ‘和書’ (도움말); |제목=이(가) 없거나 비었음 (도움말)
- 83 (1), 10-23쪽, OCLC [[吉川弘文館]] |oclc= 값 확인 필요 (도움말), PMID 歴史地理 |pmid= 값 확인 필요 (도움말) 다음 글자 무시됨: ‘和書’ (도움말); |제목=이(가) 없거나 비었음 (도움말); 다음 값 잘못됨: |display-authors=日本歴史地理学会 (도움말)
- 1, 260-261쪽, JSTOR アビラ＝ヒロン, OCLC [[吉川弘文館]] |oclc= 값 확인 필요 (도움말) 다음 글자 무시됨: ‘和書’ (도움말); |제목=이(가) 없거나 비었음 (도움말)